# Бегар (кантон)
Бега́р (фр. Bégard) — кантон во Франции, находится в регионе Бретань, департамент Кот-д’Армор. Расположен на территории двух округов: четырнадцать коммун входят в состав округа Генган, девять коммун — в состав округа Ланьон.

## История
До 2015 года в состав кантона входили коммуны:
| Коммуна    | Население, чел. (1999) | Почтовый индекс | Код INSEE |
| ---------- | ---------------------- | --------------- | --------- |
| Бегар      | 4 474                  | 22140           | 22004     |
| Керморок   | 324                    | 22140           | 22091     |
| Ландбаэрон | 186                    | 22140           | 22095     |
| Педернек   | 1 654                  | 22540           | 22165     |
| Сен-Лоран  | 418                    | 22140           | 22310     |
| Скифьек    | 587                    | 22200           | 22338     |
| Трегонно   | 401                    | 22200           | 22358     |

В результате реформы 2015 года состав кантона был изменен. В него вошли отдельные коммуны упраздненных кантонов Ла-Рош-Дерьен, Плуаре и Понтриё.

## Состав кантона с 22 марта 2015 года
В состав кантона входят коммуны (население по данным Национального института статистики за 2019 г.):
- Бегар (4 809 чел.)
- Берет (268 чел.)
- Брелиди (295 чел.)
- Каван (1 532 чел.)
- Кампер-Гезеннек (1 078 чел.)
- Кампервен (381 чел.)
- Кауэннек-Ланвезеак (889 чел.)
- Керморок (442 чел.)
- Коатаскорн (263 чел.)
- Ландбаэрон (180 чел.)
- Манталло (237 чел.)
- Педернек (1 839 чел.)
- Плоэзаль (1 232 чел.)
- Плуэк-дю-Триё (1 140 чел.)
- Плюзюнет (966 чел.)
- Понтриё (1 009 чел.)
- Прат (1 117 чел.)
- Рюнан (250 чел.)
- Сен-Клет (877 чел.)
- Сен-Лоран (468 чел.)
- Скифьек (760 чел.)
- Тонкедек (1 196 чел.)
- Трегонно (578 чел.)

## Население
| 1962  | 1968  | 1975  | 1982  | 1990  | 1999  | 2006  | 2012  | 2016   |
| ----- | ----- | ----- | ----- | ----- | ----- | ----- | ----- | ------ |
| 8 449 | 8 458 | 8 328 | 8 652 | 8 350 | 8 044 | 8 434 | 9 178 | 21 869 |

## Политика
На президентских выборах 2022 г. жители кантона отдали в 1-м туре Эмманюэлю Макрону 26,4 % голосов против 25,0 % у Марин Ле Пен и 22,3 % у Жана-Люка Меланшона; во 2-м туре в кантоне победил Макрон, получивший 56,2 % голосов. (2017 год. 1 тур: Эмманюэль Макрон – 25,1 %, Жан-Люк Меланшон – 24,4 %, Марин Ле Пен – 18,1 %, Франсуа Фийон – 12,8 %; 2 тур: Макрон – 70,0 %. 2012 год. 1 тур: Франсуа Олланд — 36,6 %, Николя Саркози — 17,5 %, Марин Ле Пен — 14,1 %; 2 тур: Олланд — 67,7 %).
С 2017 года кантон в Совете департамента Кот-д’Армор представляют член совета коммуны Бегар Синдерелла Бернар (Cinderella Bernard) (Коммунистическая партия) и мэр коммуны Тонкедек Жоэль Филипп (Joël Philippe) (Социалистическая партия).
|                | Кандидаты                        | Партия                   | Первый тур | Первый тур     | Второй тур | Второй тур |
| Кол-во голосов | Кандидаты                        | Партия                   | % голосов  | Кол-во голосов | % голосов  |            |
| -------------- | -------------------------------- | ------------------------ | ---------- | -------------- | ---------- | ---------- |
|                | Синдерелла Бернар Жоэль Филипп   | Левый блок               | 2 910      | 45,11          | 3 736      | 60,44      |
|                | Флоранс Аллен Ги Коннак          | Разные правые            | 1 717      | 26,62          | 2 445      | 39,56      |
|                | Сандрин Кастек Жан-Ив Ле Буланже | Национальное объединение | 970        | 15,04          |            |            |
|                | Ромен Груазель-Крос Софи Перро   | Регионалисты             | 460        | 7,13           |            |            |
|                | Эрве Гийом Жослин Обен           | Крайне левые             | 394        | 6,11           |            |            |

|                | Кандидаты                      | Партия             | Первый тур | Первый тур     | Второй тур | Второй тур |
| Кол-во голосов | Кандидаты                      | Партия             | % голосов  | Кол-во голосов | % голосов  |            |
| -------------- | ------------------------------ | ------------------ | ---------- | -------------- | ---------- | ---------- |
|                | Синдерелла Бернар Венсан Ле Мо | Левый блок         | 4 048      | 45,30          | 5 025      | 61,06      |
|                | Ивон Гаррек Алин Элоф          | Разные правые      | 2 290      | 25,63          | 3 205      | 38,94      |
|                | Ксавье Годю Мелинда Ле Кор     | Национальный фронт | 1 791      | 20,04          |            |            |
|                | Тьерри Перенн Катель Ривоаль   | Крайне левые       | 806        | 9,02           |            |            |